# 上马镇
上马镇，是中华人民共和国四川省泸州市纳溪区下辖的一个乡镇级行政单位。

## 行政区划
上马镇下辖以下地区：
上马社区、黄桷坝村、太平村、桐梓村、团山村、海蚌槽村、江田村、大池村、云台寺村、朝龙村和八角仓村。